# Élu entre tous
Élu entre tous (en portugais : O Escolhido) est une série télévisée brésilienne de 2019 basée sur la série mexicaine Santo Niño.
Produites par Netflix en association avec Mixer Films, les deux saisons ont été écrites par Raphael Draccon et Carolina Munhóz qui ont également agi en tant que coproducteurs exécutifs. La première saison, composée de six épisodes, a été diffusée dans le monde entier le 28 juin 2019. La deuxième saison, composée de six épisodes, a été diffusée dans le monde entier le 6 décembre 2019.

## Distribution

### Personnages principaux
- Paloma Bernardi (VF : Marie Bouvet) : Lúcia Santeiro
- Renan Tenca : l'élu
- Pedro Caetano (VF : Mike Fédée) : Damião Almeida
- Gutto Szuster (VF : Romain Altché) : Enzo Vergani
- Mariano Mattos Martins (VF : Cédric Dumond) : Mateus
- Alli Willow (VF : Aurore Bonjour) : Angelina
- Tuna Dwek : Zulmira
- Kiko Vianello : Dr Lorenzo
- Francisco Gaspar (VF : Franck Capillery) : Silvino
- Aury Porto : Vicente
- Lourinelson Vladmir (VF : Jérémy Bardeau) : Santiago

## Production

### Développement
La série a été officiellement annoncée le 20 juillet 2018. Netflix a révélé que la production serait inspirée de la série mexicaine Ninõ Santo, créée par Pedro Peirano et Mauricio Katz et basée sur l'idée originale de Pablo Cruz. La version brésilienne a été adaptée par Raphael Draccon et Carolina Munhóz,.

#### Tournage
La production principale de la première saison a débuté le 22 septembre 2018 dans la ville de Porto Nacional , Tocantins. Le 9 octobre 2018, la production a déménagé à Natividade, avec quelques scènes prévues pour être tournées dans certains des principaux sites touristiques de la ville.